# Ozero Tjornoje (sjö i Belarus, Vitsebsks voblast, lat 55,57, long 28,81)
Ozero Tjornoje (ryska: Озеро Чёрное) är en sjö i Belarus.   Den ligger i voblasten Vitsebsks voblast, i den norra delen av landet, 200 km norr om huvudstaden Minsk. Ozero Tjornoje ligger 125 meter över havet. Arean är 0,34 kvadratkilometer. Den ligger vid sjön Ozero Beloje. Den sträcker sig 0,6 kilometer i nord-sydlig riktning, och 1,0 kilometer i öst-västlig riktning.
I omgivningarna runt Ozero Tjornoje växer i huvudsak blandskog. Runt Ozero Tjornoje är det ganska tätbefolkat, med 72 invånare per kvadratkilometer.